# Eixnunna

Eixunnuna i Babilònia en temps de Hammurabi, 1792 al 1750 aC

Eixnunna o Ešnunna  (actualment Tell Asmar) va ser una ciutat estat de Mesopotàmia que va arribar al seu màxim poder al segle xviii aC quan va formar el regne de Warum. Els habitants de la ciutat apareixen esmentats com a eixnunnaqueus.
L'any 2025 aC la ciutat es va revoltar contra Ur, que exercia el poder a tota la regió, i el rei Ituriya es va fer independent. A aquest rei el va succeir el seu fill Ilxuiliya. Poc després va caure en mans d'Isin, i el rei Bilalama (cap al 1975 aC) era vassall d'aquesta ciutat estat. Més tard va dependre de Larsa.
Cap al 1840 aC el rei Ipiqadad II va signar un tractat de protecció amb Mari, ciutat que va quedar sota la influència d'Eixnunna.
Després del 1820 aC apareix sota el domini d'Assíria. El seu rei, Naram-Sin, es titulava també rei d'Eixnunna i havia ocupat Mari i Ekallatum, però després hi va governar el germà de Naram-Sin, Daduixa, i els vincles amb Assur es trenquen. El 1783 aC Daduixa va signar la pau amb Xamxi-Adad I d'Assíria, i amb Mari i va donar suport a Xamxi-Adad I contra Qatna
El 1764 aC la ciutat va participar, aliada amb Elam, Ekallatum, els Gutis i Malgium, a una guerra contra la ciutat estat de Babel, però aquesta última en va sortir guanyadora. Els babilonis van conquerir la regió fins a Ekallatum. Eixnunna va ser ocupada un temps després cap al 1762 o 1759 aC. Va ser breument independent cap al 1735 aC-1730 aC i va tornar a Babilònia definitivament.

## Llista de reis
- diversos reis fins a 2025 aC
- Ituriya 2025-2020 aC
- Ilxuiliya (fill) 2020-2000 aC
- a Isin cap 2000-1900 aC
  - Bilalama, vassall cap 1975 aC (total 15 reis vassalls)
- a Larsa cap 1990-1840 aC
- Ipiqadad II cap 1840-1820 aC
- Naram-Sin d'Eshnunna 1820-1800 aC
- Dadusha cap al 1800-1775 aC
- Ibalpiel II cap 1775-1759 aC
- a Babilònia 1759-1735 aC
- independent 1735-1730 aC
- a Babilònia 1730 aC